# 西蒙妮·罗素
西蒙妮·罗素（英語：Simone Russell）是美国肥皂剧《激情》的虚构人物，该剧于1999至2007年在全国广播公司播出，2007至2008年又在播映。西蒙妮是罗素家族的一员，也是父亲·罗素和母亲伊芙·罗素最小的女儿，惠特尼·罗素的妹妹。西蒙妮出场早期剧情主要围绕她与查德·哈里斯-克兰和姐姐惠特尼的三角恋情展开，后来随着她向家人出柜自承是女同性戀并与蕾·托马斯相恋而逐渐成为剧中举足轻重的角色。电视台为节目中涉及西蒙妮性向的描写辩护，声称电视剧始终严肃对待性取向问题。
全国广播公司有意不考虑肤色差异，确保演员族群多元化，认为这样最能体现美国民族和种族的多样化。西蒙妮由电视剧主创人、首席编剧詹姆斯·赖利创作，节目播出期间先后由三位女演员饰演，分别是莉娜·卡德威尔（1999至2001年），克里斯蒂·法瑞斯（2001至2004年）和凯茜·詹妮·多伊（2004至2007年）。卡德威尔退出的确切原因尚未透露；法瑞斯决定不续约，参与其他节目演出；多伊是第三位接演西蒙妮的演员，角色在节目大结局前淡出，《激情》转至播映后也没有露面。
西蒙妮的情节创下日间电视历史，《激情》成为历史上第一部显示两名女子做爱的日间电视剧，西蒙妮本人也成为日间电视史上首位非裔美国女同性恋。《激情》获2006年GLAAD媒體獎最佳日间剧情节目奖，多伊代表节目组上台领奖。《激情》对话题的演绎，以及多伊扮演的西蒙妮在评论界反响不一。

## 发展

### 演员选择和人物创作
据全国广播公司日间节目高级副总裁喜来登·卡卢里亚（Sheraton Kalouria）透露，《激情》挑选演员时有意不考虑肤色差异，以此确保演员族群多元化，这样最能体现美国民族和种族的多样化。卡卢里亚认为，《激情》中的罗素一家是非裔美国人家族，洛佩兹-菲茨杰拉德（Lopez-Fitzgerald）一家是西班牙裔，这正是本剧能在众多肥皂剧中脱颖而出的根本原因。
《激情》播映期间，先后有三位女演员扮演西蒙妮。首先是1999年7月5日亮相的莉娜·卡德威尔（Lena Cardwell），她在2001年4月16日离开；次日克里斯蒂·法瑞斯（Chrystee Pharris）接手直到2004年4月；凯茜·詹妮·多伊（Cathy Jenéen Doe）同年7月23日开始诠释西蒙妮，直至2007年9月4日。制作人赖利和丽莎·德卡佐特（Lisa de Cazotte）对卡德威尔的试镜很满意，觉得她是扮演西蒙妮的理想人选。2001年，全国广播公司突然解雇卡德威尔，据“肥皂剧中心”（Soapcentral）网站报导，此举非常突然。其他演员对卡德威尔离开，需另找演员诠释西蒙妮表示失望。扮演伊芙·罗素的特蕾西·罗斯（Tracey Ross）称赞卡德威尔的演出真诚、地道而不做作，始终满怀善意。饰演·罗素（T. C. Russell）的罗德尼·范·约翰逊（Rodney Van Johnson）自觉就像卡德威尔真正的父亲，觉得各演员间关系亲密让观众眼中的罗素家族更加真实可信。据卡德威尔透露，她在离开《激情》后收到大堆爱好者来信，让她备感重视和爱戴。
2001年，法瑞斯接手角色，但决定只按已签合同要求演到2004年，准备之后参与其他项目。她在接受《基督教邮报》（The Christian Post）采访时表示，参与《激情》演出让她意识到，可以用演员身份为基督教代言。多伊是在从洛杉矶移居纽约后获选出演西蒙妮，起初获知她要扮演“离家出走的少女、妓女和毒贩”后有些犹豫，特别是在此前已有两位演员将人物基本定型的情况下，但在与法瑞斯成为朋友，从她口中问到所有涉及西蒙妮的问题答案后决定加入。

### 人物特征
据《激情》的官方网站介绍，西蒙妮起初“一眼就迷上街头小子查德·哈里斯”。《电视指南》的丹尼尔··科尔里奇（Daniel R. Coleridge）认为，西蒙妮早期的所作所为就是“刻薄对待一心只为她好的姐姐”，约瑟夫·阿达利安（Josef Adalian）在《综艺》杂志发文，称西蒙妮就是“胆大妄为的少女”。2001年法瑞斯接演人物时表示，她曾向朋友请教他们对西蒙妮、惠特尼和查德的看法，结实自己的亲身经历来为出演角色准备。法瑞斯与节目制作人紧密合作，将自身家庭背景融入演出，声称扮演西蒙妮时就以父亲的脾气为灵感。
西蒙妮起初只是剧中配角，但随着剧情发展，特别是向家人出柜自承女同性恋身份后重要程度显著提高。卡卢里亚为剧中有关西蒙妮性向的描写辩护，他在接受采访时强调，“性向认同不是心血来潮，（西蒙妮）也是如此……我敢保证，大家不会拿这种话题开玩笑”。剧情发展到女友蕾·托马斯（Rae Thomas）出场时，西蒙妮对感情和性行为的表现还十分幼稚。在其他角色眼中，西蒙妮起初将性爱视为“耻辱的徽章”。

## 剧情发展
西蒙妮在1999年7月5日播出的《激情》第一集首度亮相，是·罗素和伊芙·罗素最小的女儿，惠特尼·罗素（Whitney Russell）的妹妹，一家人住在剧中虚构小镇“哈蒙尼”（Harmony，意为“和谐”）。西蒙妮早期出场的故事情节主要分两部分，一是她对查德·哈里斯-克兰一见钟情，另一部分与她的朋友凯·贝内特（Kay Bennett）总是想方设法拆散米格尔·洛佩兹-菲茨杰拉德（Miguel Lopez-Fitzgerald）和查丽提·斯坦迪什（Charity Standish）有关，西蒙妮虽不情愿，但还是会帮助贝内特。查德与惠特尼陷入热恋，两人都眶着西蒙妮，查德甚至假扮西蒙妮的男友，但却在与惠特尼做爱时被西蒙妮发现。西蒙妮愤怒之下结束与查德的交往并将他和姐姐的关系广而告之，并且也不再理睬姐姐。她与凯的妹妹杰西卡·贝内特（Jessica Bennett）、米格尔的妹妹帕洛玛·洛佩兹-菲茨杰拉德（Paloma Lopez-Fitzgerald）成为朋友，向她们寻求安慰和支持。西蒙妮在涉及杰西卡和帕洛玛的剧情中基本上都是配角，例如建议杰西卡与虐待她的丈夫斯派克·莱斯特（Spike Lester）离婚，还建议她就毒瘾问题向专业人士求助。西蒙妮曾与大卫·黑斯廷斯（David Hastings）之子约翰（John Hastings）交往，当时众人以为他是格雷斯·斯坦迪什（Grace Standish）之子，凯和杰西卡的半血缘兄弟。2004年，约翰、大卫和格雷斯移居意大利，西蒙妮的短暂恋情告一段落。
2005年中期，西蒙妮向家人出柜，自承是女同性恋而且正与蕾·托马斯相恋。家人对此很不高兴，对她施以拳脚，自称羞于再当她爸爸，伊芙担心镇上其他人得知后幺女会名声扫地。姨奶奶伊尔玛·约翰逊（Irma Johnson）声称同性恋有罪，骂她“肮脏”且“令人作呕”。蕾没有接受她的表白，自称无意发展正式恋情，伤心的西蕾妮向母亲寻求安慰。2005年12月，伊芙、朱利安·克兰（Julian Crane）、丽兹·桑伯恩（Liz Sanbourne）和发现阿利斯泰尔·克兰（Alistair Crane）留下的视频，自称聘请蕾勾引西蒙妮并把她“变成”同性恋。对此蕾表示钱准备用来开女同性恋俱乐部，但她从未接受聘请来转变西蒙妮的性取向。西蒙妮与蕾和解，与家人的关系也恢复正常。不久前遇到车祸并中风，他向小女道歉，不该歧视同性恋；伊芙也对女儿的选择更显支持。
蕾发现文森特·克拉克森（Vincent Clarkson）曾强奸路易斯·洛佩兹-菲茨杰拉德（Luis Lopez-Fitzgerald）的女友芳茜·克兰（Fancy Crane）并嫁祸路易斯，但尚未来得及告诉路易斯就被文森特灭口。西蒙妮对蕾的死很难过，希望用帮杰西卡度过孕期来转移注意力。她邀请杰西卡住进蕾以前的公寓，这样就能避开斯派克。曾被文森特威胁的伊芙将蕾被杀的真相告诉幺女，西蒙妮后来与姐姐惠特尼离开哈蒙屁，到新奥尔良开始新生活。此后的《激情》大结局，以及在播出的分集都没有她出场。2008年7月，西蒙妮致信凯，祝贺她与米格尔成婚，信中附有一对耳环为礼，作为“新旧借蓝”中的“旧”。

## 评价和影响
评论界对西蒙妮出柜的情节反响不一，（意为“肥皂剧.”）网站发文，称她打破日间电视节目从不涉及女同性恋的惯例，为节目赢得奖项肯定和民权团体赞誉。《大西洋》杂志刊登亚伦·弗利（Aaron Foley）的文章，认为剧中包含黑人女同性恋表明“美国更能接受影视节目中的黑人”，观众也“更能接受颇具风险，有时还很搞笑的故事情节”。2005至2009年间担任媒体娱乐总监的达蒙·罗明（Damon Romine）认为，《激情》最值得称道的地方在于，能够从正常角度向更多的观众传达话题，在他看来，同性恋角色让肥皂剧变得值得一看。布兰迪·派恩（Brandi Pine）在“肥皂剧中心”网站发文，声称西蒙妮的性向是“全剧最真实、最感人的情节”，的反应也是众多父母难以接受子女性取向的真实体现。曾任娱乐网站主编的莎拉·沃恩（Sarah Warn）认为，虽然《我的孩子们》（All My Children）也有类似情节，但《激情》的处理更加出色。2007年角色淡出后，网站声称西蒙妮“魅力十足，意志坚强”，会因突破日间电视极少涉足女同性恋的惯例而为后世牢记。
部分电视评论员对西蒙妮涉及同性恋的情节以及多伊的表演评价不佳。沃恩批评西蒙妮和蕾的感情发展描写太过单薄，人物塑造角度单一，“不过偶然和别的女孩睡过”，而且西蒙妮之前曾与男子交往，她也有可能是双性恋，这些问题始终没有在屏幕前解决，观众也根本无法真正理解人物内心。此外，沃恩还觉得多伊和扮演蕾的乔萨拉·吉纳罗（Jossara Jinaro）之间让人感觉不到激情。《风城时报》（Windy City Times）刊登赫恩登·戴维斯（Herndon L. Davis）的评论，认为《激情》对文森特·克拉克森的人物刻画很不理想，以致西蒙妮作为美国日间电视史上首位非裔美国女同性恋的光芒都黯淡许多。戴维斯还在批评日间电视节目种族刻画时探讨西蒙妮的故事情节。蕾在查德和文森特的私情暴露后被杀，这一剧情激起《波士顿先驱报》（Boston Herald）的迈克·佩里加德（Mike Perigard）强烈反弹，他认为此举完全是因为节目只敢保持少数角色是同性恋，“超额”的就要死。
西蒙妮是日间电视史上首位非裔美国女同性恋，《激情》也是历史上第一部显示两名女子做爱的日间电视剧。节目在第17届GLAAD媒体奖角逐中获日间剧情节目奖，多伊代表节目组上台领奖。多伊还与饰演芳茜·克兰的艾米丽·哈珀（Emily Harper）一起参与第34届日间艾美奖剧情类电视剧最佳女配角奖角逐，但最终未获提名。